# Madame Cézanne sur une chaise jaune

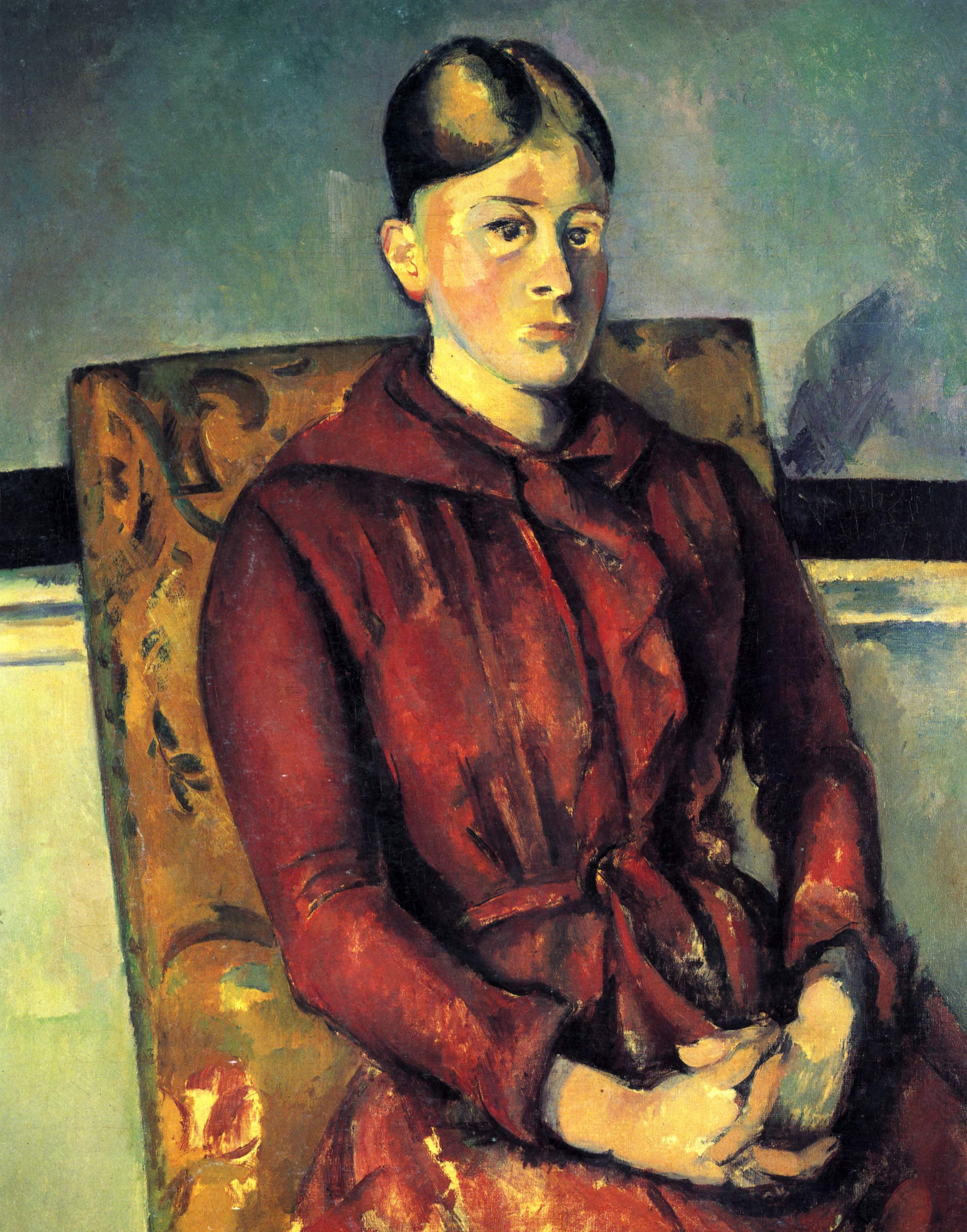
Madame Cézanne sur une chaise jaune

Madame Cézanne sur une chaise jaune (Mevrouw Cezanne in een gele fauteuil) is een schilderij van de Franse kunstschilder Paul Cézanne.
Hij schilderde het tussen 1888 en 1890. Het werk is uitgevoerd in olieverf op doek en meet 81 x 65 cm. Het hangt in Gallery 246 van het Art Institute of Chicago in Chicago.
De vrouw op het schilderij is Cézanne's vrouw Hortense Fiquet. Ze fungeerde regelmatig als model. Hij maakte circa vierentwintig schilderijen van haar. Zij was zijn geliefdste en geduldigste model.